# Immaterialret
Immaterialret eller intellektuel ejendomsret er en fællesbetegnelse for retsbeskyttelsen af intellektuelle frembringelser, fx kunst, billeder, litteratur, opfindelser, formgivning, designs og forretningskendetegn.
Beskyttelsen af immaterialrettighederne er lovbestemt. Der findes forskellige love for de forskellige frembringelser, der beskyttes. Disse love benævnes ofte eneretslovene, og har visse strukturelle fællestræk. Det er navnlig ophavsretsloven, patentloven, brugsmodelloven, designloven og varemærkeloven. Der findes desuden en vis beskyttelse i markedsføringsloven.

## Internationalt
Fælles for immaterialretslovene er også, at de i vid udstrækning er baserede i internationale konventioner og aftaler. De væsentligste og ældste af disse er Pariserkonventionen fra 1883 og Bernerkonventionen fra 1886. Disse – og en række senere konventioner – administreres og udvikles i dag af WIPO. Pariserkonventionen regulerer beskyttelsen af varemærker, opfindelser (patent) og industrielle designs. Bernerkonventionen handler om ophavsrettigheder.
Udover aftaler i WIPO-regi, er en del af den danske immaterialret i dag også baseret på EU-regulering og senest også på underaftaler til WTO-aftalen. Endelig administrerer UNESCO visse aftaler om ophavsret, ligesom der regionalt (fx i Europa – ikke kun EU) findes andre aftaler.

## Terminologi
Betegnelsen "immaterialret" stammer fra tysk ret og anvendes i dag i hele Norden. Immaterialret og immaterialrettigheder omtales i dag også som IP-rettigheder eller IPR, hvilket stammer fra den engelske betegnelse intellectual property rights. ("IP" bør i denne forbindelse ikke forveksles med hverken internetprotokol eller international privatret.)
På dansk anvendes også betegnelsen intellektuel ejendomsret eller til tider industriel ejendomsret.